# Montserrat Lladó Gambín
Montserrat Lladó Gambín (Igualada, 1987) és una compositora, pianista i productora establerta a Barcelona.
Va estudiar el grau professional de piano i clarinet, el grau d’interpretació de piano al Conservatori Superor de Música del Liceu amb Miquel Farré, un màster d’interpretació al Trinity Laban Conservatoire of Music and Dance amb Douglas Finch (Londres, 2010-12) i posteriorment el grau de composició a l’ESMuC, amb Christophe Havel, Mauricio Sotelo i José Río-Pareja. Ha rebut classes magistrals de Pierluigi Billone, Charlotte Bray i Beat Furrer.
El 2019 inicia el seu interès per la música electroacústica i el treball transversal amb altres disciplines artístiques, professionalitzant-se com a dissenyadora de so i compositora.
Li interessa molt la col·laboració amb artistes de l’escena de música de nova creació, per aquest motiu ha treballat conjuntament amb Jaume Llombart, Neuma, FRAMES percussion, CrossingLines Ensemble, Carles Marigó, Núria Núñez Hierro, Joan Magrané, Helena Cánovas, Clàudia Baulies, Sixto Cámara, entre d'altres.
Des del 2017 és professora del departament de teòriques i llenguatge musical del Conservatori Municipal de Música de Barcelona. Ha impartit classes de composició i tècniques compositives al grau superior del Taller de Músics (2021-2023), i a l’ESMuC, recentment ha impartit Taller d’anàlisi I i II. Publica amb Universal Edition.

## Obra
El 2019 inicia el seu interès per la música electroacústica i el treball transversal amb altres disciplines artístiques, professionalitzant-se com a dissenyadora de so i compositora.
El 2022 va presentar Ariel (25’) -dins del marc Amor/Odi de L'Auditori de Barcelona-, una obra amb una formació molt particular: quartet de corda, quartet de timpanis i electrònica. En la primera part del concert, FRAMES percussion va estrenar a nivell espanyol Dust III, de Rebecca Saunders. El projecte va rebre el suport de la fundació Ernst von Siemens.
El 2023 neix el seu primer fill, el Tom.
En la 3a edició d’Òh!pera, el 2024, va presentar la microòpera Contradir la nit (24’) al Gran Teatre del Liceu, amb llibret de Martí Sales i Sariola. Una obra escrita per soprano, contratenor, oboè, violoncel, percussió i electrònica.
L’octubre de 2024 va presentar Daughters, idea original de Neuma,  a l’espai Dau el sec, una obra per quartet de flautes i electrònica.
El 2025 neix la segona filla, la Mar.
Actualment està treballant en un encàrrec del Palau de la Música, amb un projecte col·laboració amb Lluïsa Espigolé, Helena Cánovas i Itziar Viloria.
El seu estil, en gran part, cerca l'expressió i exploració de les possibilitats tímbriques dels instruments, inclosa la veu, així com la seva interacció amb l’electrònica en la recerca de nous espais sonors. Li interessa la investigació de la mal·leabilitat temporal i l’alteració de la percepció sonora.
Electroacústiques
- Daughters (2024) quartet de flautes i electrònica - encàrrec de Neuma.
- Contradir la nit (2024), microòpera per contratenor, soprano, oboè, violoncel, percussió i electrònica - encàrrec del Gran Teatre del Liceu.
- Ariel (2022) quartet de corda, quartet de timpanis i electrònica - encàrrec de L’Auditori / estrenada per Cosmos Quartet i FRAMES Percussion
- Stasis in darkness (2022) 2 guitarres elèctriques - cicle de tres peces escrit per a Dani Nogués i Jaume Llombart
- InU (2021) violí, violoncel, sintetitzador i hi-hat - encàrrec de CMMB / estrenada per David Olmedo, Laura Sanz, Santi Molas i Montserrat Lladó
- Go crystal tears, let your burning breath (2020) soprano, flautí, clarinet baix, trombó, llaüt i electrònica - encàrrec de OUT·SIDE / estrenada per CrossingLines ensemble
- Thalassa (2020) cor femení i electrònica - encàrrec de Cor Actea
- Das Lied des Zwerges (2019) baríton, violoncel i guitarra elèctrica - encàrrec de CMMB / estrenada per Salvador Parrón, Laura Sanz i Dani Nogués
- Ananké, II. À la lune (2017) soprano i guitarra elèctrica - escrita per a Núria Vilà i Jaume Llombart

Instrumentals
- ii.i (2023) piano - encàrrec de la Fundació Manuel Blancafort / estrenada per Carles Marigó
- Degut al vermell cristal·lí (2022) flauta tenor - encàrrec de Joan Izquierdo
- A Toise (2021) violí, violoncel i piano - encàrrec de Mixtur Festival / estrenada per Funktion ensemble
- When orange seems yellow (2020) flauta i piano - encàrrec de Dolors Serra
- Sideros (2019) ensemble (saxo alt, trompa, saxo tenor, trompeta, trombó, 2 percussionistes, piano, violoncel, contrabaix) - encàrrec de New Music Ensemble
- Grido (2018) viola i ensemble (flauta, oboè, saxo alt, acc, percussió, violí, contrabaix)
- Òpal (2016) viola - escrita per a Jordi Morell